# Fernandezia lanceolata
Fernandezia lanceolata är en orkidéart som först beskrevs av Louis Otho Otto Williams, och fick sitt nu gällande namn av Leslie Andrew Garay och Galfrid Clement Keyworth Dunsterville. Fernandezia lanceolata ingår i släktet Fernandezia och familjen orkidéer. Inga underarter finns listade i Catalogue of Life.